# 2011 HM102
Der Asteroid 2011 HM102 ist der neunte bestätigte Neptun-Trojaner des Planeten Neptun. Das ist die Bezeichnung für Asteroiden, die auf den Lagrange-Punkten der Bahn des Neptun um die Sonne laufen. 2011 HM102 ist zudem der dritte Trojaner, der dem Lagrange-Punkt L5 zuzuordnen ist. Auf dieser Position läuft er dem Neptun um 60° hinterher.

## Entdeckung und Benennung
2011 HM102 wurde am 29. April 2011 im Rahmen des „New Horizons KBO Search Survey“-Programms zur Auffindung von Transneptunischen Objekten als mögliche Ziele für eine Passage an einem entfernteren Kuipergürtelobjekt nach dem Vorbeiflug der New-Horizons-Raumsonde am Pluto-System im Juli 2015 entdeckt. Die Entdeckung eines weiteren L5-Neptun-Trojaners gelang daher eher zufällig. Die erste Aufnahme des Asteroiden stammt vom 29. April 2011, die Entdeckung wurde am 8. Oktober 2012 bekannt gegeben.

## Eigenschaften
Der Trojaner wurde seit seiner Entdeckung vom 29. April 2011 bis zum 17. April 2012 beobachtet, insgesamt bisher 145 Mal, was einen Beobachtungsbogen von 354 Tagen ergab (Stand Feb. 2014).
2011 HM102 umkreist die Sonne auf einer prograden, mäßig elliptischen Umlaufbahn zwischen 27,7 AE und 32,4 AE Abstand. Die Bahnexzentrizität beträgt 0,08, die Bahn ist 29,4° gegenüber der Ekliptik geneigt. Die Umlaufzeit von 2011 HM102 beträgt 165 Jahre.
2011 HM102 besitzt die am stärksten geneigte Umlaufbahn aller bisher bekannten Neptun-Trojaner. Selbst bei den Jupiter-Trojanern weisen nur 5 % eine höhere Bahnneigung auf. Berechnungen zufolge sollte die Umlaufbahn des Asteroiden für eine weitere Million Jahre stabil bleiben.
Der Durchmesser von 2011 HM102 wird auf etwa 90 bis 180 Kilometer geschätzt, was von der bislang noch unbekannten Albedo des Asteroiden abhängt. Mit einer Absoluten Helligkeit von 8,1 mag ist er bislang der hellste L5-Trojaner im Sonnensystem. Er ist mindestens so hell oder etwas heller als (617) Patroclus, der mit seinem Mond Menoetius allerdings ein Binärsystem bildet. Falls es sich bei 2011 HM102 tatsächlich um ein einzelnes Objekt handelt und seine Albedo dem Patroclus-Menoetius-System ähnelt, macht ihn das zum größten L5-Trojaner im Sonnensystem.
Er besitzt eine rundliche Form und gleicht in der Farbe den bislang entdeckten L4-Trojanern des Neptun; dies lässt darauf schließen, dass die Trojaner auf beiden Lagrange-Punkten eine ähnliche Zusammensetzung aufweisen.

## New Horizons-Vorbeiflug
2011 HM102 ist das erste transneptunische Objekt, bei dem eine Beobachtung durch die 2006 gestartete Raumsonde New Horizons mittels eines entfernten Vorbeifluges möglich gewesen wäre. Ende 2013 näherte sich die Sonde dem Trojaner auf etwa 1,2 AE (180 Millionen km) – 2011 HM102 war damit zu diesem Zeitpunkt der nächste bekannte Himmelskörper zur Sonde. Trotz der Entfernung wäre der Trojaner möglicherweise hell genug gewesen, um von einer der Kameras von New Horizons erfasst zu werden, jedoch reichte das für eine sinnvolle Beobachtung nicht aus. Schließlich wurde auf eine Beobachtung verzichtet. Die Sonde passierte am 25./26. August 2014 die Neptunbahn.